# 櫻紅伴麗魚
伴紅樸麗魚，為輻鰭魚綱鱸形目隆頭魚亞目慈鯛科的其中一種，被IUCN列為瀕危保育類動物，分布於非洲剛果民主共和國的Mai-Ndombe湖流域，體長可達9公分，棲息在中底層水域，生活習性不明。

## 擴展閱讀
維基物種上的相關：櫻紅伴麗魚